# كريستوفر أنتوي-أدجي
كريستوفر أنتوي-أدجي (بالألمانية: Christopher Antwi-Adjej)‏ هو لاعب كرة قدم ألماني في مركز الوسط، ولد في 7 فبراير 1994 في هاغن في ألمانيا. لعب مع بادربورن 07.

## وصلات خارجية
- كريستوفر أنتوي-أدجي على موقع قاعدة بيانات كرة القدم.إي يو (الإنجليزية)
- كريستوفر أنتوي-أدجي على موقع ناشيونال فوتبول تيمز (الإنجليزية)
- كريستوفر أنتوي-أدجي على موقع Soccerway.com (الإنجليزية)
- كريستوفر أنتوي-أدجي على موقع عالم كرة القدم.نت (الإنجليزية)